# Johannes Virolainen
Johannes Virolainen (ur. 31 stycznia 1914 w Viipuri, zm. 11 grudnia 2000 w Lohji) – fiński polityk, trzykrotnie minister spraw zagranicznych, w latach 1964–1966 premier Finlandii, dwukrotnie przewodniczący Eduskunty, wieloletni deputowany.

## Życiorys
Absolwent nauk rolnych, uzyskał stopień doktora nauk rolnych i leśnych. Pracował jako nauczyciel akademicki, a także w organach administracji rolnej i wojskowej. Prowadził też własne gospodarstwo rolne. Po wojnie kontynuacyjnej z ZSRR stał się jednym z przywódców politycznych tych mieszkańców Karelii, którzy po przejęciu tego terytorium przez ZSRR zostali ewakuowani na terytorium Finlandii. Johannes Virolainen był znany jako polityk opowiadający się za ponownym przyłączeniem tych ziem do jego kraju, jednak nie prezentował tego jako oficjalnego stanowiska politycznego, co umożliwiło utrzymanie poprawnych stosunków neutralnej Finlandii z ZSRR.
Zaangażował się w działalność Unii Agrariuszy, przekształconej w połowie lat 60. w Partię Centrum. Był współtwórcą i pierwszym przewodniczącym organizacji młodzieżowej tego ugrupowania. W latach 1965–1980 stał na czele centrystów. W latach 1945–1983 i 1987–1991 zasiadał w fińskim parlamencie. Dwukrotnie (1966–1968 i 1979–1983) pełnił funkcję przewodniczącego Eduskunty.
Johannes Virolainen pomiędzy 1950 i 1979 sprawował wiele funkcji rządowych. M.in. od września 1964 do maja 1966 był premierem Finlandii. Zajmował stanowiska wicepremiera w drugim i trzecim rządzie Karla-Augusta Fagerholma (1957 oraz 1958), rządzie Jussiego Sukselainena (1957), rządzie Ahtiego Karjalainena (1962–1963), rządzie Mauna Koivisto (1968–1970) i drugim rządzie Kaleviego Sorsy (1977–1979). Był ministrem w resorcie spraw wewnętrznych (1950–1951), ministrem w kancelarii premiera (1951, 1956–1957), ministrem edukacji (1953, 1954, 1956–1957, 1968–1970), ministrem spraw zagranicznych (1954–1956, 1957 i 1958), ministrem rolnictwa (1961–1962, 1962–1963), ministrem finansów (1972–1975), ministrem rolnictwa i leśnictwa (1976–1977, 1977–1979).
W wyborach w 1982 bez powodzenia ubiegał się o urząd prezydenta Finlandii. Był autorem licznych publikacji książkowych, m.in. poświęconych historii Karelii i jej mieszkańców.